# Mordellistena protogaoa
Mordellistena protogaoa là một loài bọ cánh cứng trong họ Mordellidae. Loài này được Wickham miêu tả khoa học năm 1915.